# Les Reines du shopping
Les Reines du shopping est une émission de télévision française présentée par Cristina Córdula et diffusée sur M6 du 10 juin 2013 au 31 octobre 2022.

## Diffusion
Les Reines du shopping est une adaptation française par Hervé Hubert d’un format turc, vendu à l'international sous le titre Shopping Monsters.
La version turque est diffusée à partir du 14 février 2011 sur Kanal D. La version allemande Shopping Queen, est diffusée à partir du 30 janvier 2012 sur VOX.
La version algérienne est diffusée sur Echorouk TV.
L'émission est diffusée sur M6 du lundi au vendredi en fin d'après-midi. En Belgique, elle est diffusée depuis le 15 avril 2014 sur la chaine privée RTL TVI.
Elle compte 10 saisons. La première a été diffusée en juin 2013, et à la suite du succès d'audience, la deuxième d'octobre 2013 à juin 2014.
En avril 2019, Les Reines du shopping laisse sa place durant trois semaines à une nouvelle émission, Incroyables transformations.
Pour la rentrée 2022, le programme est dorénavant tourné dans différentes grandes villes de France.
À partir du lundi 30 octobre 2022, l'émission laisse à nouveau sa place à Incroyables transformations. Néanmoins, l'année suivante, Cristina Córdula déclare que le jeu est en stand-by, un statut qui reste inchangé en 2024, d'autant plus que l'animatrice a mis un terme à son contrat d’exclusivité avec M6 en début d'année.

## Déroulement
L'émission met en compétition cinq femmes. Chaque jour de la semaine, l'une d'entre elles part en shopping, disposant d'un temps et d'un budget limités pour se procurer une tenue complète (vêtements, chaussures, accessoires) et effectuer sa mise en beauté (coiffure, maquillage).
Son look doit correspondre à un thème imposé par Cristina Córdula (exemples : « entretien d'embauche », « fête de mariage », « dîner de gala », « premier rendez-vous amoureux »). Pour cela, elle aura un budget limité et une liste de magasins imposés.
Pendant le shopping, sa progression et ses essayages sont observés et commentés par ses quatre concurrentes, qui la suivent sur écran, dans un show-room. Depuis mai 2019, la candidate du jour a le pouvoir de faire son shopping seul ou avec un proche . 
Depuis une pièce isolée, Cristina suit et commente également le shopping de la candidate du jour. À la fin du temps imparti, la candidate défile devant les autres candidates, qui commencent par émettre leur avis avant de se retirer pour la noter.
Cristina Córdula attribue également une note sur 10, dévoilée en fin de semaine, qui compte pour moitié de la note finale de chaque candidate. Depuis février 2019, elle ne donne plus de note mais un point bonus à la candidate, tandis que les candidats ne se notent plus sur 10 mais sur 20.
Depuis janvier 2019, une nouvelle règle est apparue pour les candidates : Cristina Córdula choisit une ou deux pièces à shopper (un vêtement et un accessoire parfait pour le thème imposé de la semaine) dans l'une des boutiques imposées à la candidate et si la candidate choisit une pièce à shopper, celle-ci lui sera offerte et lui fera donc économiser une certaine somme d'argent.
La candidate obtenant ainsi la meilleure moyenne à l'issue de la semaine de compétition est désignée comme étant « la reine du shopping », et remporte la somme de 1 000 euros.

## Faits notables
Le 6 novembre 2015, Cristina Córdula attribue pour la première fois un zéro sur dix à une candidate, Leslie, sur le thème « Attirante pour reconquérir son ex » pendant une semaine consacrée à la revanche d'anciennes candidates. Leslie obtient la moyenne la plus basse de l'histoire de l'émission avec 0,25/10.
Le 16 septembre 2016, lors du thème « Féminine avec une chemise blanche », Cristina Córdula octroie pour la première fois un dix sur dix à une candidate, Sarah.
Le 23 mai 2016, Audrey, l'une des candidates de l'émission, n'ayant pas trouvé la tenue qui lui convenait, abandonne son shopping à 44 minutes de la fin du chrono. Il n'y a donc pas eu de défilé, ce soir-là. C'est la seule et unique fois qu'une candidate abandonne la compétition.
En 2019, sur le thème « stylée avec un paréo », la candidate Mishaa, danseuse et chorégraphe professionnelle se lance dans un twerk dans son bikini corail,,.
En 2020, Roselyne Bachelot participe à une édition spéciale des Reines du shopping, lors de laquelle elle termine en deuxième position sur les cinq candidates. Sa participation, diffusée peu après sa nomination comme ministre de la Culture, permet à l'émission de connaître un record d'audience.

## Semaines avec des célébrités
- Août 2020 : Roselyne Bachelot, Hapsatou Sy, Julie Zenatti, Julia Vignali et Emmanuelle Rivassoux
- Janvier 2021 :  Lio, Arielle Dombasle, Sylvie Tellier, Séverine Ferrer et Carine Galli
- Novembre 2021 : Camille Cerf, Amandine Petit, Nathalie Marquay, Clémence Botino et Cindy Fabre
- Décembre 2021 : Clara Morgane, Anggun, Elsa Esnoult, Frédérique Bel et Jade Lebœuf

## Critiques
La féministe Nora Bouazzouni considère que cette émission impose une « vision standardisée de la féminité » où la femme « s’habille avant tout pour plaire aux hommes » pointant en particulier le titre de l'émission de la saison 3 « Dîner au restaurant avec votre patron et sa femme » et l'idée induite que c'est l'homme qui détient du pouvoir.

## Programmes dérivés

### Les Rois du shopping
À partir du 15 juin 2015, les Rois du shopping, émission dérivée des Reines du shopping, est diffusée régulièrement sur M6.

### Les Reines du make-up
En septembre 2016, un nouveau dérivé des Reines du shopping voit le jour sur 6play, le service de télévision en ligne des chaînes du Groupe M6, Les Reines du make-up. Cette compétition de maquillage, animée par Magali Bertin une blogueuse beauté découverte sur Youtube, se déroule sur 5 épisodes où 4 candidates doivent réaliser le meilleur make-up autour d'un thème imposé.
Maquillage sophistiqué pour mon anniversaire et Mettez vos yeux en valeur pour un entretien sont les deux premiers thèmes de cette nouvelle émission, qui revient pour une deuxième saison en 2017 sur 6play.
La gagnante en 2021 est Keiona.

### Les Reines des enchères
Le 7 janvier 2019, un nouveau dérivé des Reines du shopping voit le jour sur M6. Mais le 14 janvier 2019, la chaîne annonce la déprogrammation de l'émission en raison de mauvaises audiences,. Les autres émissions sont néanmoins disponibles sur 6play.